# ريتشارد كلارك (لاعب دوري الرغبي)
ريتشارد كلارك (بالإنجليزية: Richard Clarke)‏ هو لاعب دوري الرغبي أسترالي، ولد في 3 فبراير 1962.